# Kummersdorf (Storkow (Mark))
Kummersdorf (niedersorbisch Komorow) ist ein Ortsteil der Kleinstadt Storkow (Mark) im Brandenburger Landkreis Oder-Spree. Mit rund 500 Einwohnern ist das 2003 eingemeindete Dorf der einwohnerstärkste der 14 Ortsteile Storkows. Das 1442 erstmals urkundlich erwähnte Dorf liegt im Naturpark Dahme-Heideseen und wird vom Storkower Kanal, der den Großen Storkower See mit dem Wolziger See verbindet, durchflossen.

## Geographie

### Naturraum und Lage
Kummersdorf liegt südlich des von der Spree durchflossenen Berliner Urstromtals und westlich der Storkower Platte im Ostbrandenburgischen Heide- und Seengebiet, das in den Naturräumlichen Haupteinheiten Deutschlands als Nr. 82 geführt wird. Die zahlreichen Seen des Gebiets sind ein Relikt des Brandenburger Stadiums (24.000 bis 22.000) der Weichsel-Eiszeit. Rund zwei Kilometer westlich befindet sich der Wolziger See mit dem Ort Wolzig, der zur Nachbargemeinde Heidesee gehört. Nordöstlich folgt, in gleichfalls rund zwei Kilometern Entfernung, der Storkower Ortsteil Alt Stahnsdorf und östlich schließt sich die Gemarkung des Storkower Ortsteils Rieplos an. Die Storkower Kernstadt liegt rund fünf Kilometer östlich. Im Süden grenzen die Gemarkungen der Storkower Ortsteile Philadelphia und Görsdorf an die Kummersdorfer Gemarkung.
Im äußersten Nordosten auf der Grenze zu Rieplos bezieht die Gemarkung Kummersdorfs eine Teilstrecke des Rieploser Fließes mit ein. Im Nordwesten umfasst die Kummersdorfer Gemarkung einen Teil des Naturschutzgebietes Storkower Kanal, das das Stahnsdorfer Fließ mit einbezieht und wild lebende Pflanzengesellschaften, Bruchwaldgesellschaften und Tierarten in der vermoorten Niederung zwischen dem Wolziger und Stahnsdorfer See bewahren soll. Dazu zählen Hochstaudenfluren und Krebsscherenfluren und gefährdete Tierarten wie Fischotter, Rapfen und Bitterling. Das Gebiet ist zudem als FFH-Gebiet im Natura 2000 Verbund ausgewiesen.

### Verkehrsanbindung
Hauptverkehrsader des Dorfes ist die Landesstraße 40 (Kummersdorfer Hauptstraße), die den Ort von West nach Ost durchschneidet und an Wolzig sowie über die L 23 an Storkow anbindet. Die Brücke über den Kanal wurde vom 27. Mai 2013 bis 10. April 2014 in Rekordzeit komplett neu gebaut. Dieser Ersatzneubau wurde notwendig, weil das Bauwerk aus den 1960er Jahren, welches zur Bedarfsumleitung der BAB 12 gehört, sehr stark beschädigt war. Zudem besteht in der Kreisstraße 6748 eine Verbindung nach Alt Stahnsdorf und an die gleich nördlich des Alt Stahnsdorf zugehörigen Neu Stahnsdorf gelegene Anschlussstelle Storkow der Bundesautobahn 12, die vom Berliner Ring nach Frankfurt (Oder) führt. Im Öffentlichen Nahverkehr vernetzt die Linie 406 der Busverkehr Oder-Spree (BOS) Kummersdorf mit Storkow und Wolzig, allerdings nur werktags und rund achtmal täglich. Mit einem eigenen Bahnhof beziehungsweise Haltepunkt ist Kummersdorf eine Ausnahme unter den Ortsteilen Storkows. Der Haltepunkt ist Teil der von der NEB betriebenen Bahnstrecke von Königs Wusterhausen nach Frankfurt (Oder) (RB 36, unter anderem über Storkow, Beeskow, Müllrose).
Der Storkower Kanal, unter der Regierung Friedrichs II. in der zweiten Hälfte des 18. Jahrhunderts vom Flößergraben zum Kanal ausgebaut, ist Teil der 33,44 Kilometer langen Bundeswasserstraße Storkower Gewässer (SkG) vom Scharmützelsee zur Dahme. Über Jahrhunderte insbesondere zur Versorgung Berlins mit Bauholz genutzt, liegt seine heutige verkehrswirtschaftliche Bedeutung weitgehend im Bereich der Freizeit- und Tourismusindustrie. In der Regel wird er nur noch von Fahrgastschiffen, Sportbooten und zum Wasserwandern genutzt.

## Geschichte

### Ersterwähnung und Namengebung
Kummersdorf wurde, soweit bekannt, erstmals 1442 unter dem Namen Lumersdorf (lies: Kumersdorf) als Dorf mit einer Mühle erwähnt. 1463 findet sich die Bezeichnung Cummersdorff. Die Namensableitung ist unklar. Die offizielle Internetseite der Stadt Storkow führt den Namen bei der Ortsteilbeschreibung auf den Personennamen Komor oder Kummer zurück, der möglicherweise der Ortsgründer gewesen sei. Laut Ortschronik hingegen könnte der Name aus comora = Speicher oder aus dem slawischen Comari = Stechmücke hervorgegangen sein. Der Sprachwissenschaftler und Slawist Reinhard E. Fischer wiederum verzichtet in seiner Zusammenstellung Die Ortsnamen der Länder Brandenburg und Berlin von 2005 auf jegliche etymologische Ableitung und gibt lediglich die Ersterwähnungen an.

### Entwicklung des Dorfes bis 1933

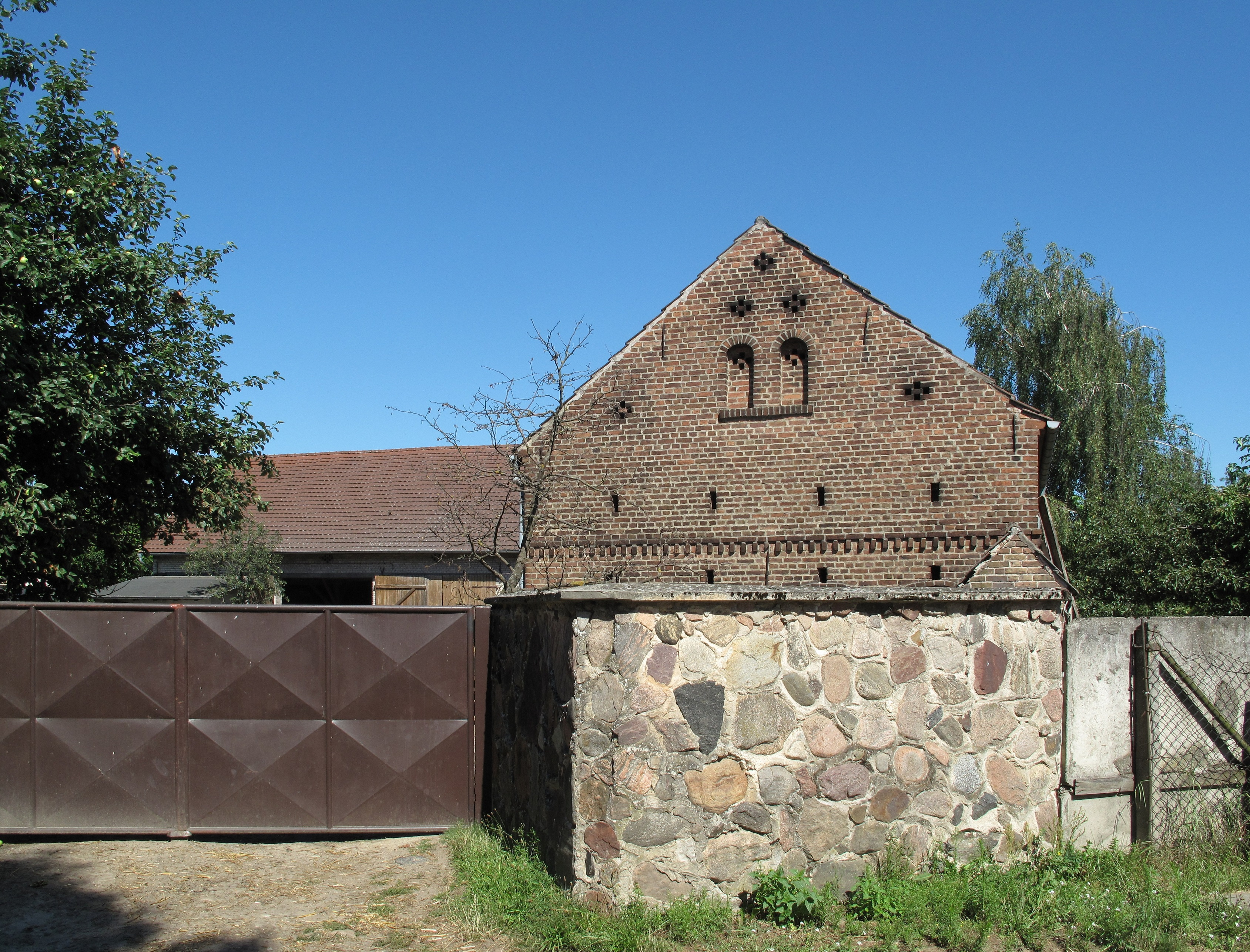
Bauernhaus in Kummersdorf

Im Jahr 1448 gehörte Cummersdorf als Lehnsbesitz den Lewinwalde zu Storkow, danach war das Dorf im Besitz derer von Löschebrand zu Saarow und Görsdorf und ab 1494 im Besitz der Queiß zu Görsdorf. Zwischen 1518 und 1653 gehörte Kummersdorf zum Amt Storkow, danach 1812 zum Amt Stahnsdorf und von 1813 bis 1872 wieder zum Amt Storkow.
1518 gab es 7 Höfe, die von 4 Bauern- und 3 Kossätenfamilien betrieben wurden. Um 1600 werden 12 Bauern und 4 Kossäten genannt. 1870 hatte das Dorf 253 Einwohner, darunter 5 Großbauern und mehrere landwirtschaftliche Kleinbetriebe. 1723 ist eine Mühle mit Sägewerk erwähnt und zwischen 1850 und 1862 wurde eine Öl-, Getreide- und Schneidemühle gebaut. Im 18. Jahrhundert ergänzte die Seidenraupenzucht die kargen Erträge aus der Landwirtschaft. Die in vielen Dörfern Brandenburgs betriebene und merkantilistisch motivierte Seidenraupenzucht sollte Preußen von ausländischer Seidenlieferung unabhängiger machen und wurde von Friedrich dem Großen systematisch gefördert. Ein unter Naturschutz stehender Maulbeerbaum in Nähe der Schleuse erinnert an den einst in Kummersdorf betriebenen Wirtschaftszweig.
Mit dem Kanal- und Schleusenbau 1862/65, dem Bau der Landstraße Königs Wusterhausen–Storkow–Beeskow 1868 und der Anbindung an die Eisenbahn 1898 erhielt Kummersdorf Anschluss an die größeren Zentren der Umgebung. Die Verkehrsverbindungen ermöglichten, dass die Kummersdorfer, die von ihrer Landwirtschaft kaum leben konnten, Arbeit in den aufstrebenden Orten Niederlehme und Wildau wie auch in Berlin suchten und fanden; die Landwirtschaft wurde nur noch nebenbei betrieben. Zudem wurde das Dorf Ende des 19. und Anfang des 20. Jahrhunderts zu einem beliebten Ausflugsziel der Berliner. Zahlreiche begüterte Berliner Bauherren ließen hier Villen errichten. Am 1971 abgebrannten „Mühlenheim“, einem Hotel mit Ausflugsgaststätte für die „bessere Gesellschaft“ aus Berlin auf der Insel vor der Schleuse, legten an den Wochenenden bis zu drei Dampfer an. In der ersten Hälfte des 20. Jahrhunderts gab es unter anderem 5 Gaststätten, 4 Fleischer und einen Kolonialwarenladen.

### Zweiter Weltkrieg, DDR- und Nachwendezeit
In der Zeit des Nationalsozialismus versteckte das Ehepaar Helling, Besitzer der gleichnamigen Gaststätte, ein jüdisches Ehepaar auf seinem Grundstück. Nach dem Verrat eines Dienstmädchens 1943 oder 1944 kam Herr Helling in die Strafdivision 999 und seine Frau ins Zuchthaus. Nach Kriegsende konnten beide in ihre Gaststätte zurückkehren. Zum Ende des Krieges 1945 wurden die Dorfbrücke und die Schleuse gesprengt und später wiederaufgebaut.
In der DDR-Zeit erhielt Kummersdorf erstmals eine Schule, die allerdings bereits 1966 wieder geschlossen wurde. Von den Fleischereien verblieben zwei, daneben gab es einen HO-Laden, zwei weitere Geschäfte für Haushaltswaren beziehungsweise Textilien und später den Konsum. 1957 wurde eine Landwirtschaftliche Produktionsgenossenschaft (LPG) vom Typ I und 1960 gemeinsam mit Alt Stahnsdorf und Rieplos vom eher seltenen Typ III gegründet.

„Nach der Wende 1990 hat sich Kummersdorf sehr verändert. […] Es gibt viele neue Wohnhäuser. Einige ältere Häuser, die früher das Dorfbild mit prägten, wurden abgerissen. Nur den Bauernhof von Heinz Noack gibt es noch. In der Siedlung Ost und in der Schauener Straße wurden die Sandwege in befestigte Straßen mit moderner Straßenbeleuchtung umgewandelt.“

Die Zahl der Läden, Geschäfte und Gaststätten nahm weiter ab. Am 26. Oktober 2003 wurde das lange selbstständige Dorf nach Storkow eingemeindet. Die Eingemeindung stieß bei den Kummersdorfern auf wenig Gegenliebe (siehe unten).

## Bauten

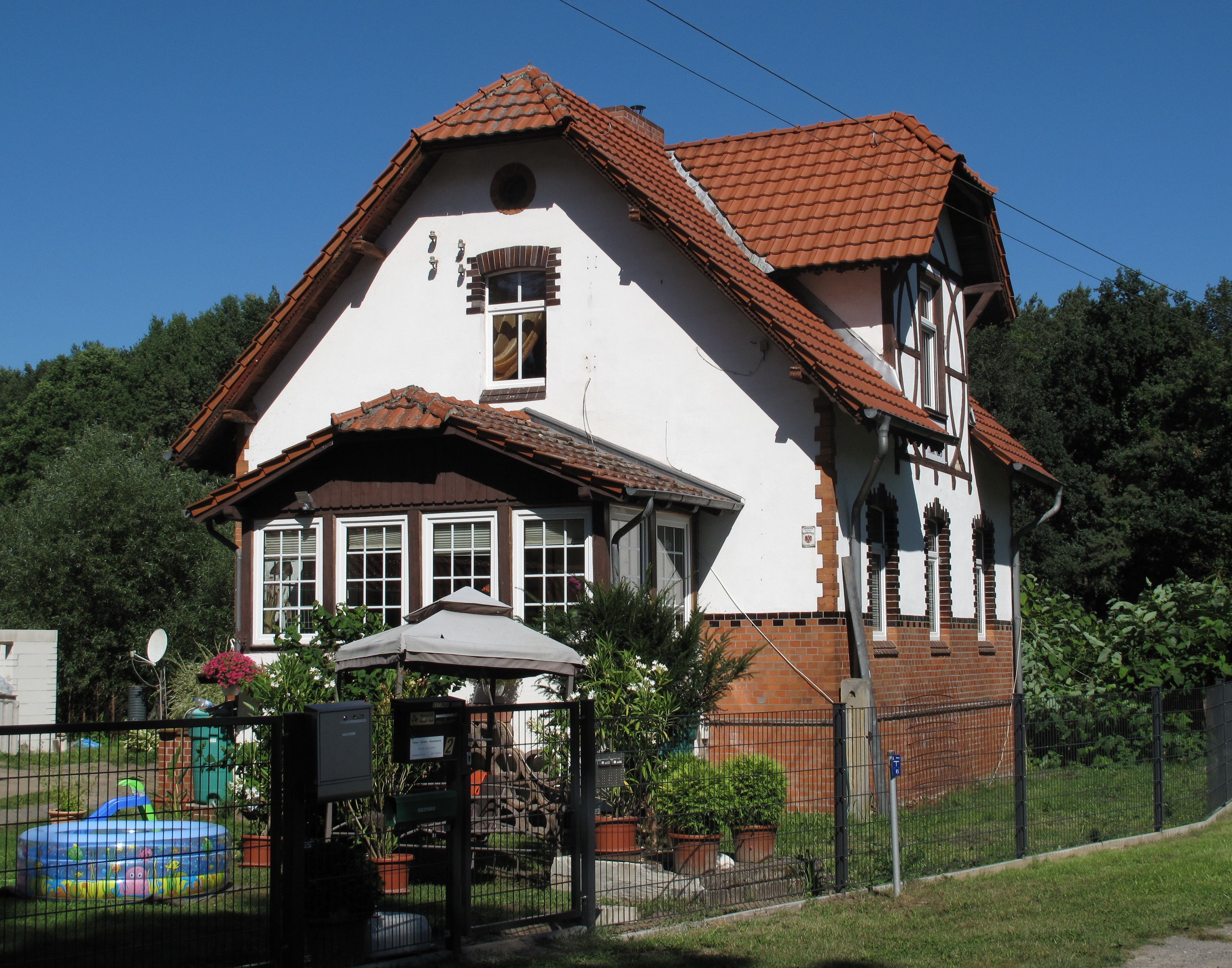
Denkmalgeschützte „Villa Agnes“, Siedlung West 2

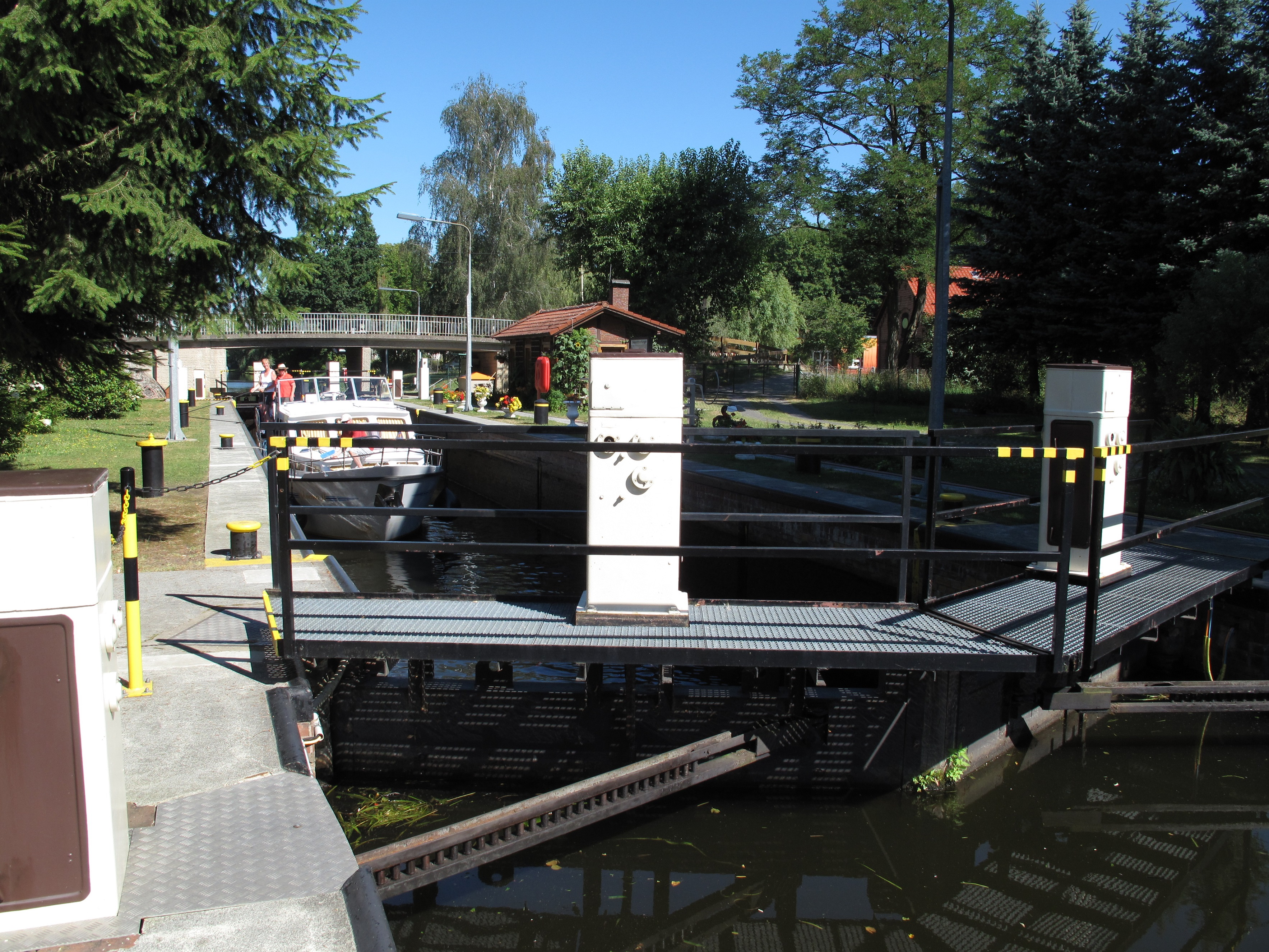
Schleuse Kummersdorf, erbaut 1862

Die Landesdenkmalliste mit Stand vom 31. Dezember 2012 führt unter den Baudenkmalen in Storkow ein Objekt in Kummersdorf an: Siedlung West 2, Wohnhaus. Es handelt sich um einen Gründerzeitbau mit der Bezeichnung „Villa Agnes“. Die Villa befindet sich am Storkower Kanal in der Straße Siedlung West 2, die kurz hinter der Kanalbrücke von der Kummersdorfer Hauptstraße (Landesstraße 40) abbiegt. Eine Kirche hat der Ort nicht. Bemerkenswert unter den historischen Bauten sind ferner der Bahnhof und die Schleuse.

### Bahnhof Kummersdorf
Am 20. September 1898 fuhr der erste planmäßige Zug auf der neuen Bahnstrecke Königs Wusterhausen–Grunow über Beeskow nach Grunow. Die eingleisige Nebenbahn vernetzte den Landkreis Beeskow-Storkow mit der Berlin-Görlitzer Eisenbahn und der Bahnstrecke Cottbus–Frankfurt (Oder). 1907 wurde in Kummersdorf ein neuer Bahnhof gebaut. Später wurde in dem hohen Backsteingebäude eine Gaststätte mit Tanzsaal angebaut. 1945 durch Kriegseinwirkungen stark beschädigt, wurde der Bahnhof ohne Gaststätte wiederaufgebaut. Der Tanzsaal wurde nunmehr als Fahrrad-Abstellraum genutzt.
Nach der Deutschen Wiedervereinigung wollte die Deutsche Bahn den Bahnhof abreißen lassen, tatsächlich abgerissen wurde der Anbau mit dem ehemaligen Saal. Die Beseitigung des Hauptgebäudes verhinderte der Kummersdorfer Bürgermeister. Inzwischen wurde das nahezu unveränderte Gebäude privatisiert und von der Bahn an Berliner Künstler verkauft. Heute halten in Kummersdorf im Bedarfsfall die Triebwagen der NEB (siehe oben). Der Haltepunkt und der nebenstehende ehemalige Bahnhof liegen nördlich etwas außerhalb des Dorfes an der Bahnhofstraße, die Teil der Kreisstraße 6748 nach Alt Stahnsdorf ist.

### Schleuse Kummersdorf
Die Schleuse Kummersdorf wurde 1862/65 erbaut. Sie liegt am Kilometer 10,25 der Binnenwasserstraße Klasse I Storkower Gewässer (SkG) und ist neben der Storkower Schleuse (Hubhöhe 1,94 Meter) die zweite Schleuse des Storkower Kanals. Ihre Hubhöhe beträgt 1,17 Meter. Die beiden Häupter sind mit Stemmtoren ausgestattet. Die Befüllung der Kammer erfolgt über Schütze in den Toren. Für die Schleuse ist der Außenbezirk Kummersdorf des Wasserstraßen- und Schifffahrtsamtes Spree-Havel zuständig. Die Daten der nutzbaren Abmessungen lauten nach Angabe des Amtes, in Klammern leicht abweichende Daten an der Schleuse selbst:
- Kammerlänge: 34,25 Meter
- Kammerbreite: 5,31 Meter (5,30 Meter)
- Fallhöhe: 1,17 Meter (1,20 Meter).[17]

Wie bei der erneuerten Storkower Schleuse entsprechen diese Abmessungen nicht mehr dem Finowmaß, das eine Länge von 40,2 Metern aufweist. Da der Kanal und die Schleuse nach 1862/65 von Finow-Maßkähnen, wenn auch nicht mit voller Ladung, befahren wurden, ist davon auszugehen, dass die Kammerlänge später verkürzt wurde. Möglicherweise erfolgte die Verkürzung nach dem Wiederaufbau, nachdem die Schleuse wie auch die Dorfbrücke 1945 während der letzten Kriegstage gesprengt worden waren. 1966 bis 1967 wurden die Schleusenbrücke wiederhergestellt und die Schleuse modernisiert. Auf dem Weg in die Hauptstadtregion passierten die Schleuse Kummersdorf im Mittel der Jahre 1866 und 1867 pro Jahr 1009 Kähne und 84 Flöße mit Getreide, Holz, Torf und Ziegelsteinen. Heute ist die Schleuse nur im Sommer im Betrieb und wird in der Regel nur noch von Fahrgastschiffen und von bis zu 10.000 Sportbooten jährlich genutzt. Der ehemalige Treidelpfad auf der Kanalsüdseite dient zwischen Kummersdorf und Philadelphia als Wander- und Radweg. Nach verschiedenen Ortsbeschreibungen steht das Schleusenhäuschen als ältestes Haus des Dorfes unter Denkmalschutz. Allerdings ist es in der offiziellen Denkmalliste des Landkreises Oder-Spree mit Stand 2012 nicht verzeichnet.

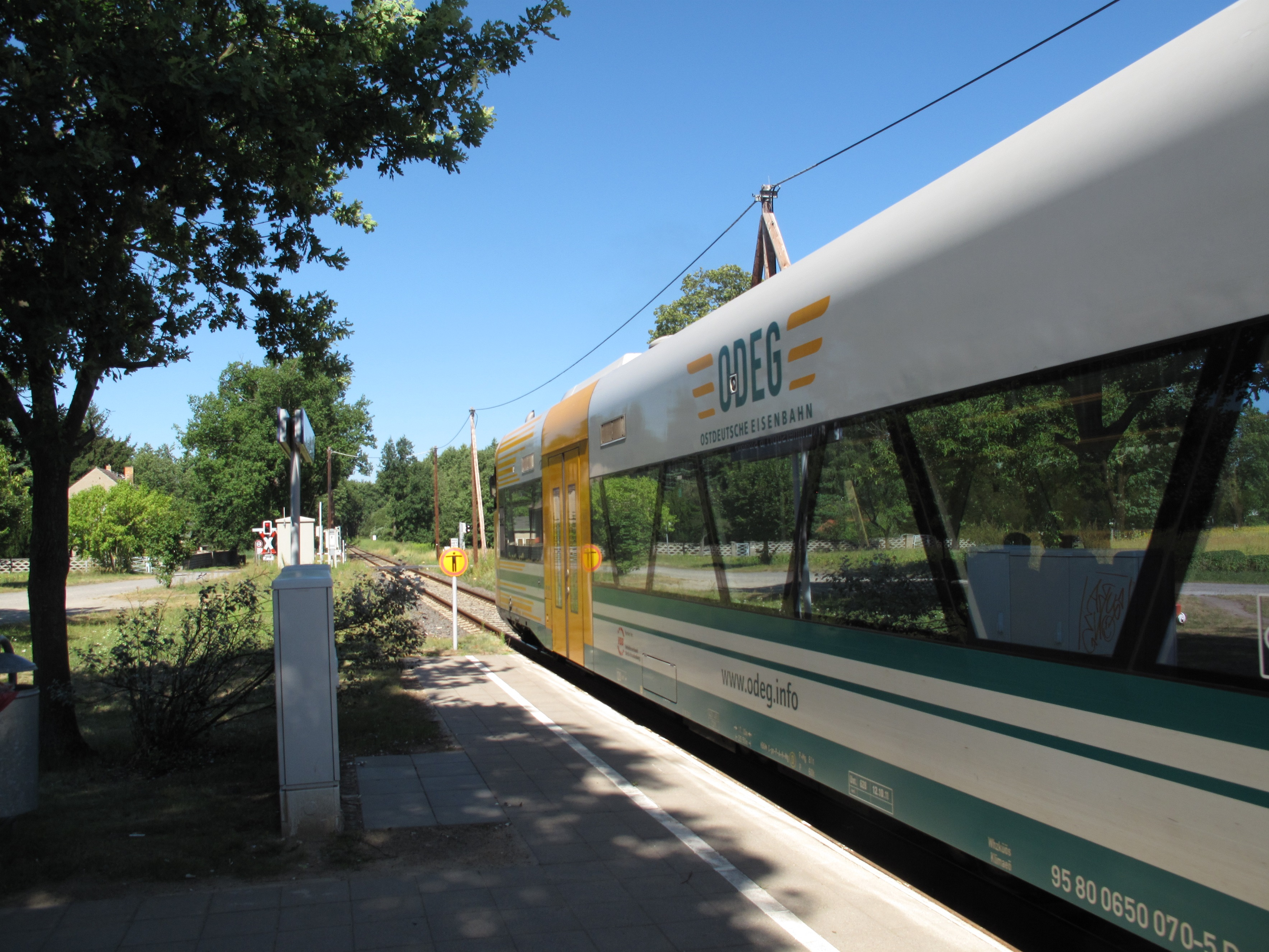
Triebwagen der ODEG am Bedarfshaltepunkt Kummersdorf
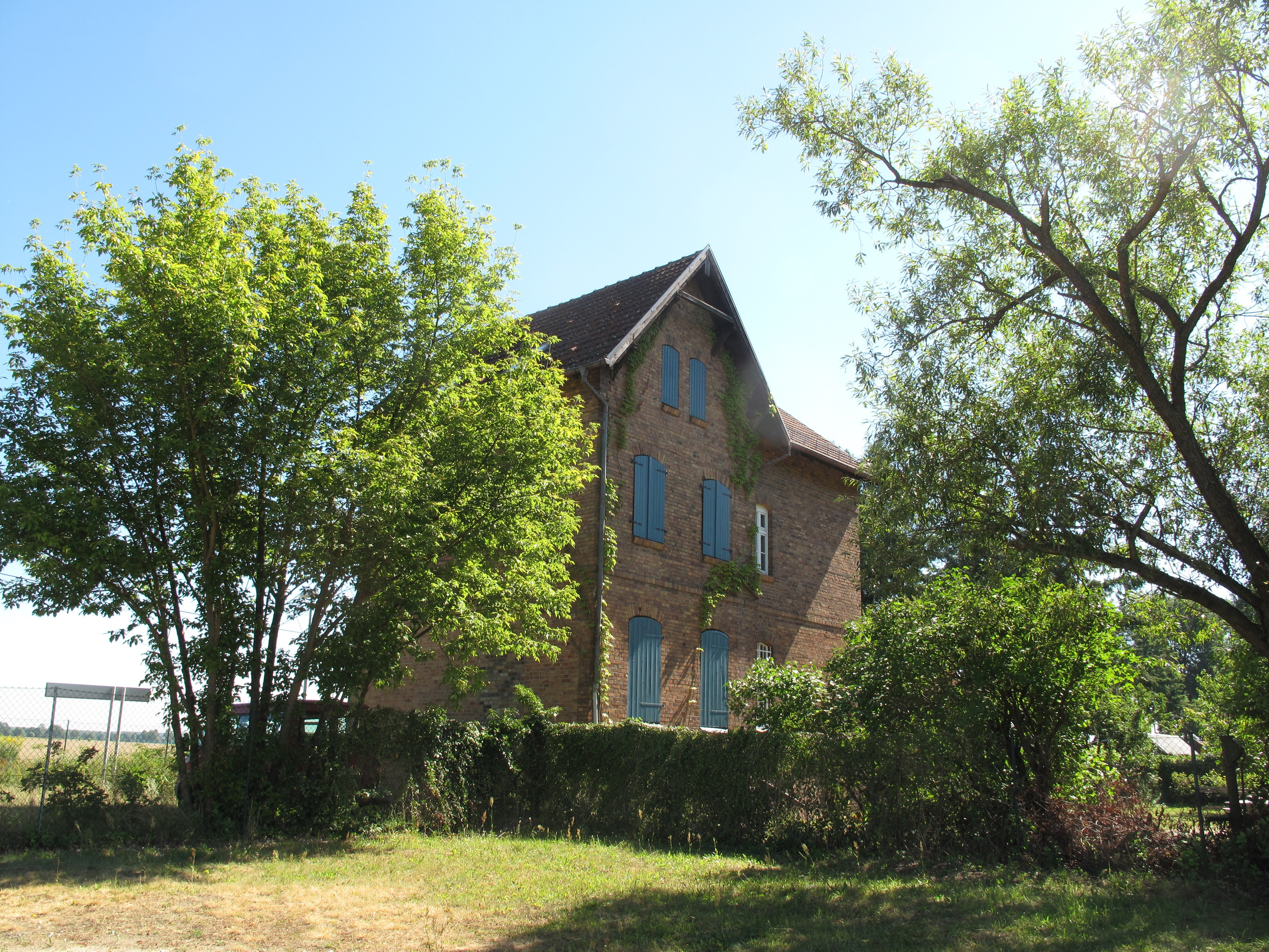
Privatisiertes Bahnhofsgebäude von 1907
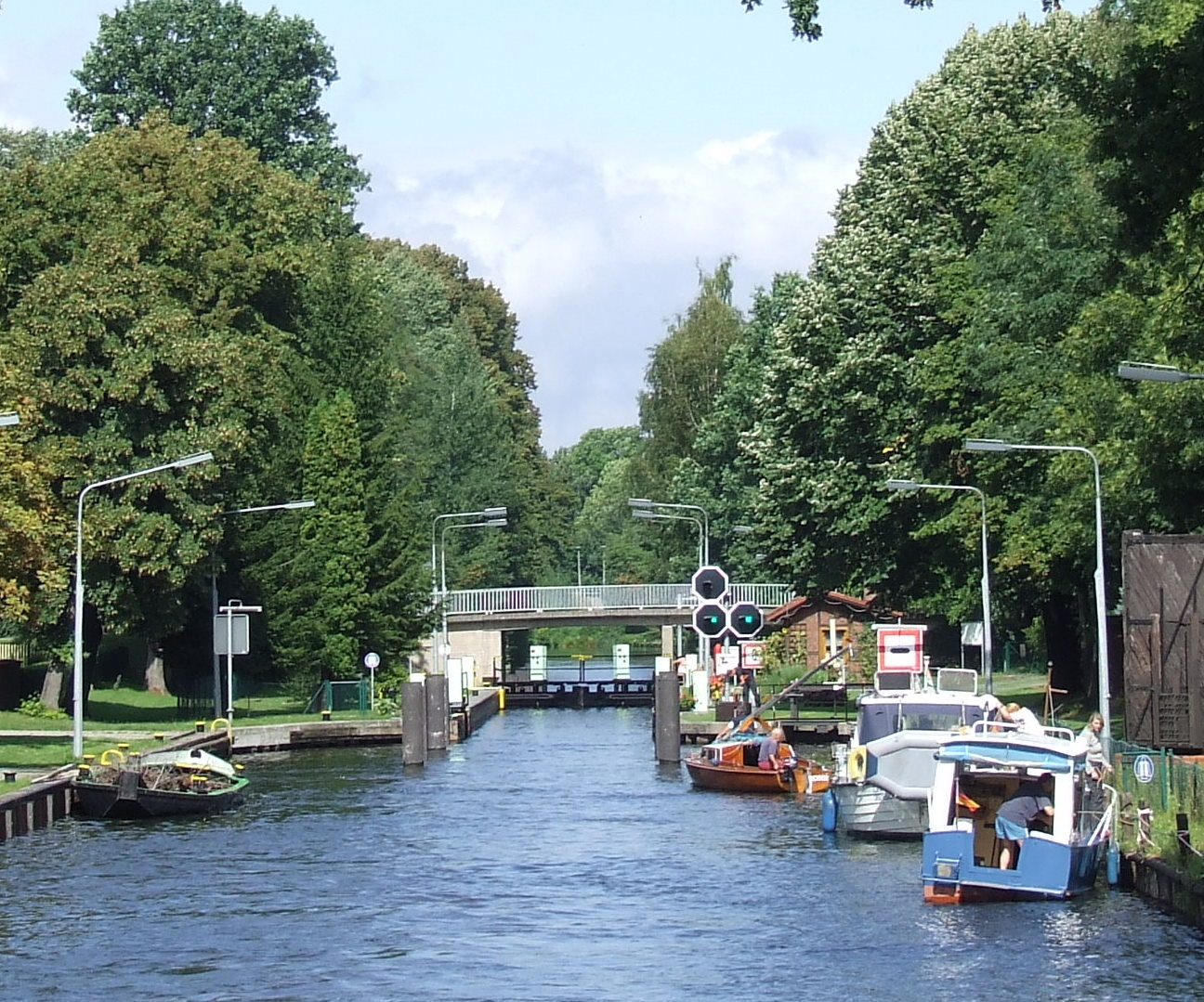
Schleuse Kummersdorf im August 2007
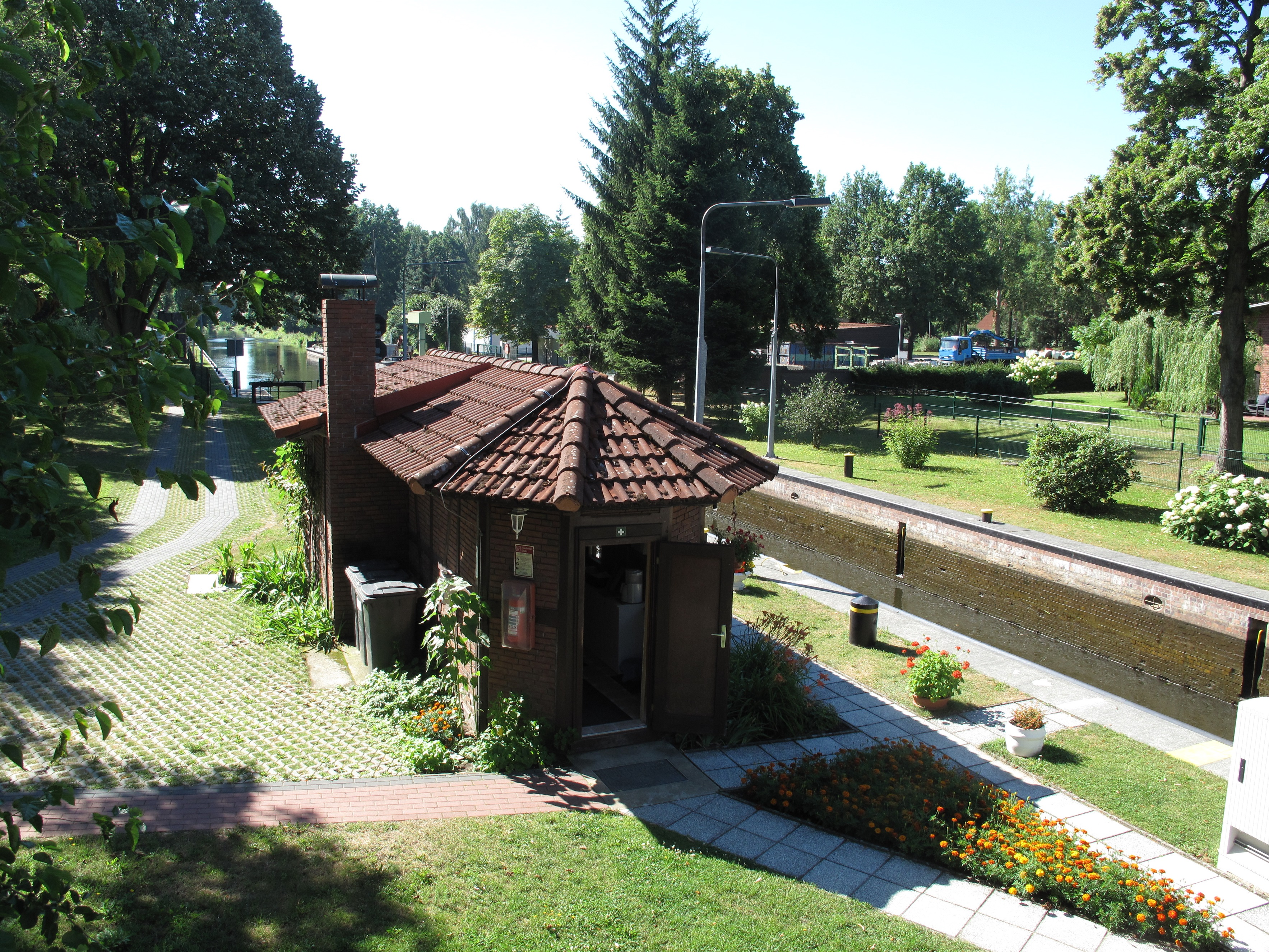
Schleuse Kummersdorf im August 2013
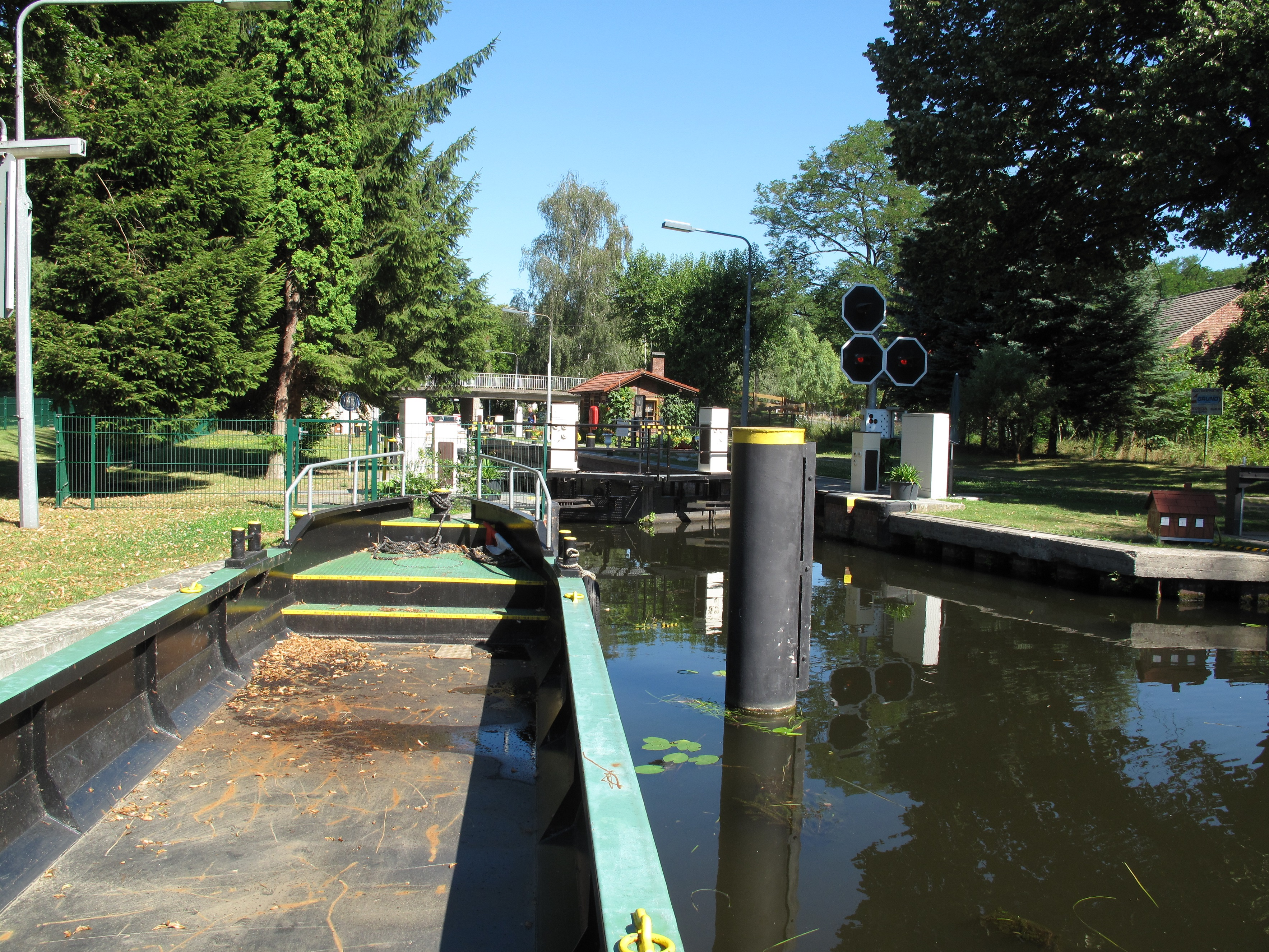
Schleuse Kummersdorf im August 2013

## Infrastruktur und Dorfleben
Im Jahr 2012 führte die Hochschule für nachhaltige Entwicklung Eberswalde (HNEE) in der Kernstadt Storkow und in zehn der vierzehn Storkower Ortsteile (sämtlich umliegende Dörfer) eine Dörferbefragung durch, darunter auch in Kummersdorf. Zwar sind die erhobenen Daten […] weder repräsentativ für die Gesamtbevölkerung noch genügen Sie den Standards empirischer Sozialforschung vollständig, dennoch liefern sie Fakten und Hinweise auf die Infrastruktur und das Dorfleben.

### Dorfbild

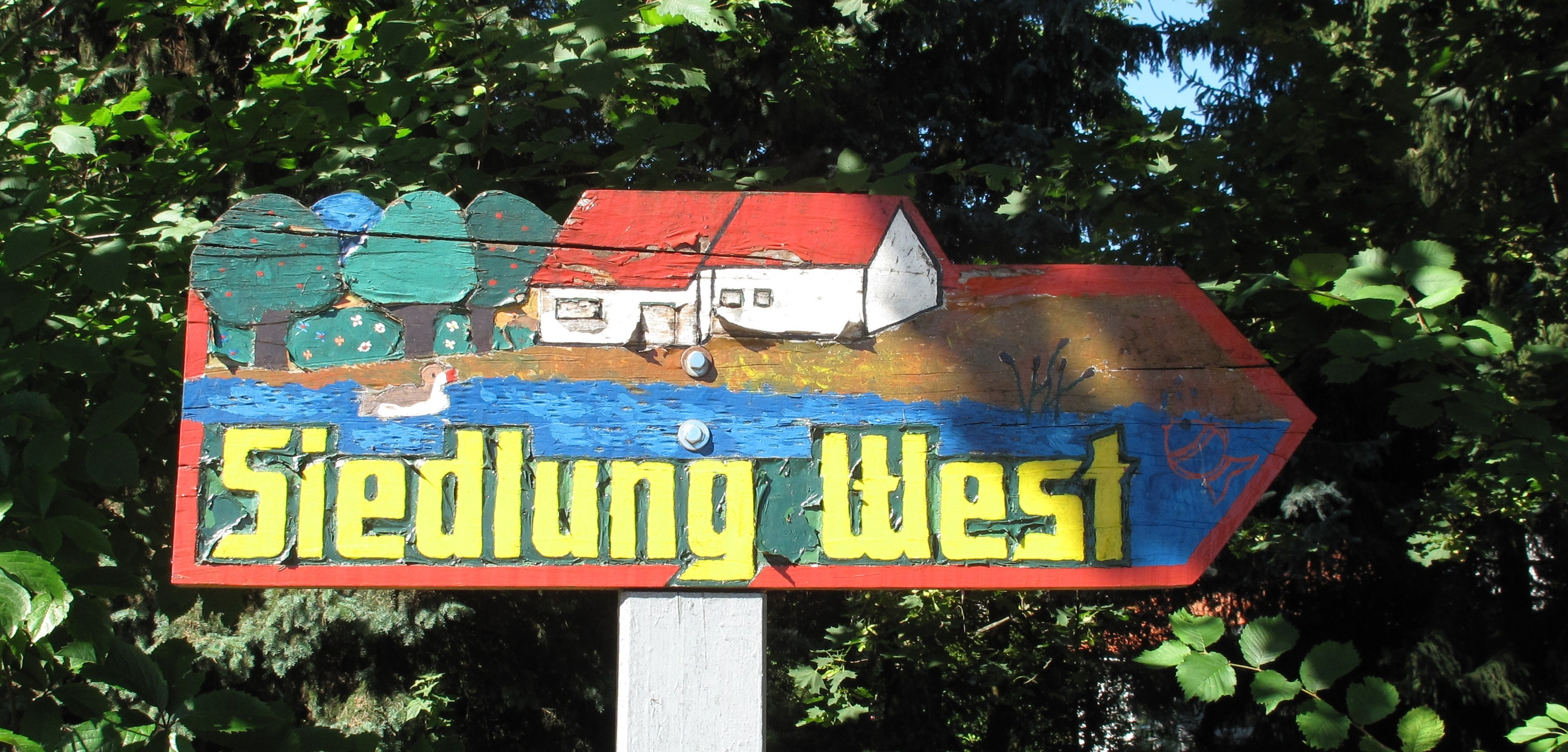
Straßenschild

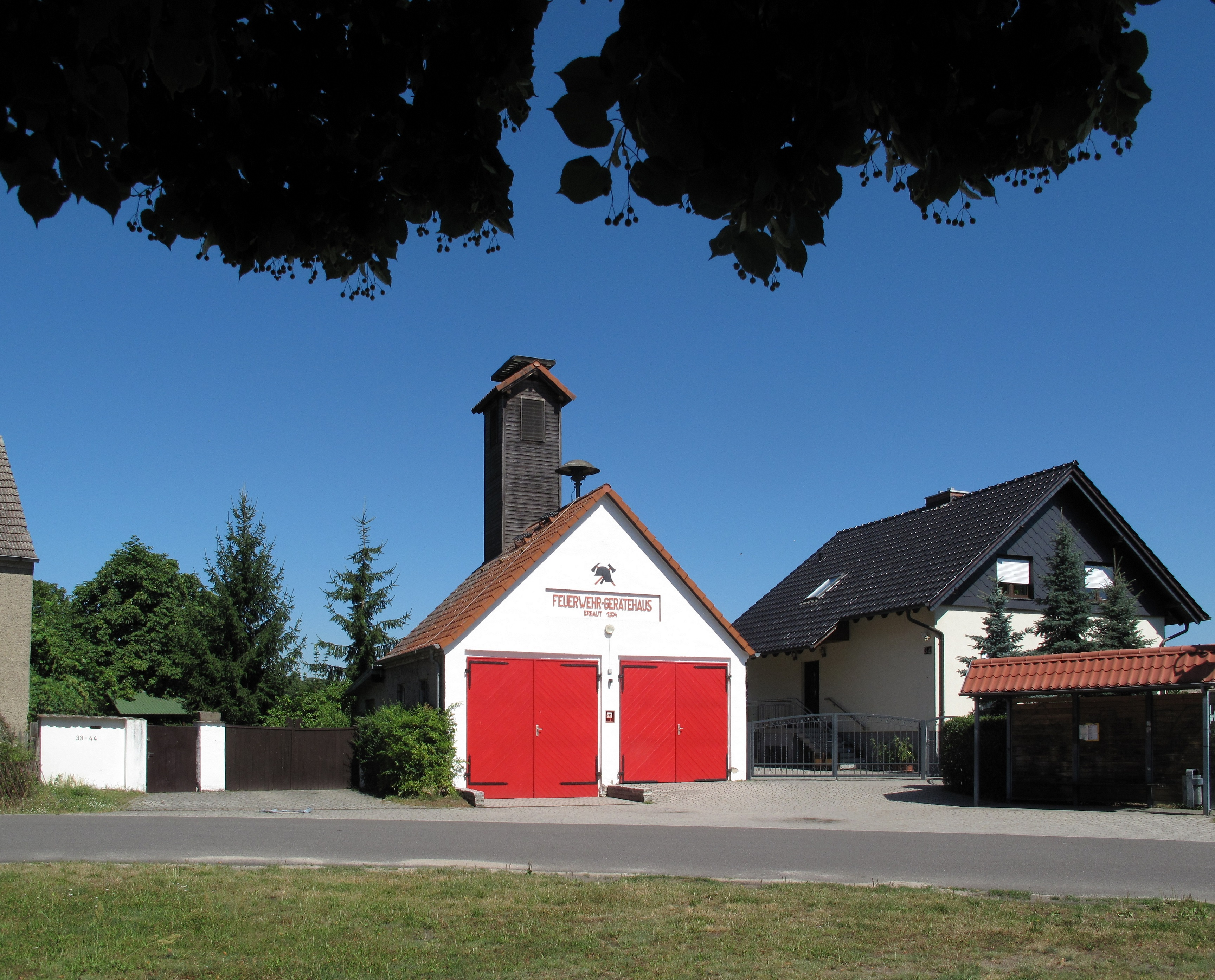
Feuerwehrhaus der Freiwilligen Feuerwehr, erbaut 1954, am Dorfplatz

Das Bild des Dorfes ist weitgehend von Einfamilienhäusern geprägt. Ein kleiner begrünter Dorfplatz befindet sich an der Kummersdorfer Hauptstraße auf der Kanalostseite. Am Platz liegt das Feuerwehrhaus, das sich mit seinen roten Toren markant von den anderen Häusern abhebt. Zudem wurde hier eine Übersichtskarte des Dahme-Heideseen-Gebietes aufgestellt. Ein weiterer kleiner Platz mit einem Mahnmal für die Gefallenen des Ersten Weltkriegs liegt am östlichen Ortseingang. Der Kanal kreuzt die Kummersdorfer Hauptstraße und teilt das Dorf in zwei Hälften. Liegt das alte Kummersdorf eher auf der Ostseite, bestimmen die Westseite die neueren Siedlungen West und Ost. Aus dem Rahmen der in Deutschland üblichen Straßenschilder fallen einige individuell gestaltete Schilder und Wegweiser, die aus Holz gearbeitet und bunt bemalt sind. Diese Schilder wurden im Rahmen des 575. Jubiläums zur Ersterwähnung im Jahre 2017 komplett erneuert.

### Kommunale Selbstverwaltung
Die Interessen Kummersdorfs in der Stadt Storkow vertritt ein Ortsvorsteher und ein Ortsbeirat (stellvertretender Ortsvorsteher). Die Eingemeindung nach Storkow im Jahr 2003 und die damit verbundene Abhängigkeit sehen die Kummersdorfer – wie die Bewohner der meisten anderen Ortsteile auch – eher kritisch und erleben sie als Beschneidung ihrer Handlungsfähigkeit.

„Sie wird als ‚Rückschlag‘ empfunden und viele der vorhandenen Probleme werden darauf zurückgeführt. „Vorher waren wir eine stabile und schuldenfreie Gemeinde“, betonte ein Bürger im Gespräch. Daher ist eine gewisse Distanzhaltung zur Kernstadt Storkow spürbar, und die BürgerInnen haben das Gefühl, es werde ihnen „alles von oben diktiert“. So wurde die fehlende Entscheidungshoheit auf Dorfebene durch den Ortsbeirat kritisiert und von vielen außerdem die Tatsache bemängelt, dass alles in Storkow beantragt werden muss und für die Belange von Kummersdorf meist die finanziellen Mittel fehlen.“

### Vereine, Gemeinschaftsleben
Das Vereinsleben ist vergleichsweise stark ausgeprägt und wird von den Bewohnern als besondere Stärke ihres Dorfes wahrgenommen. Dazu zählen: Freiwilliger Feuerwehrverein Kummersdorf, Volkssolidarität Bürgerhilfe Ortsgruppe Kummersdorf, Bauernverband Kummersdorf e. V., VKSK Sparte „Am oberen Kanal“ e. V., VKSK Sparte „Am Bahnhof“ e. V. Kummersdorf, SV Handwerk Kummersdorf e. V. (Kegeln) und der Jugendclub Kummersdorf. Als Höhepunkte der vielen Feste, die vom Jugendclub und vom Feuerwehrverein veranstaltet werden, werden das Osterfeuer, die Fastnacht-Feste bzw. Zampern, Sommerfeste, Feuerwehrfeste, und der Kulinarische Sonntag erlebt. Entsprechend werden die Nachbarschaftshilfe und der gute kommunikative Austausch innerhalb der Dorfgemeinschaft insgesamt positiv beschrieben, wenn in diesem Bereich auch Defizite zwischen den einzelnen Dorfteilen zu verzeichnen seien.
Seit 2008 besteht eine Partnerschaft zum Ortsteil Rudniki der Stadt Opalenica. Opalenica ist seit 2003 die Partnerstadt von Storkow (Mark) und liegt in der Woiwodschaft Wielkopolski (Großpolen). Diese war in den Anfangsjahren eher durch den Austausch auf Basis der Senioren geprägt. Seit 2014 wird diese Partnerschaft in weitere gesellschaftliche Bereiche intensiviert. Die Feuerwehr Rudniki hat ein starkes Interesse mit der Feuerwehr Kummersdorf zusammenzuarbeiten. Im Jahr 2016 wurden dann zum 70. Jubiläum der Feuerwehr Rudniki die ersten Besuche gestartet. Zum 85. Jubiläum der FF Kummersdorf im selben Jahr fand der Gegenbesuch statt. Zur Einweihung des neuen Feuerwehrhauses in Rudniki wurden konkrete Wünsche zur Zusammenarbeit der Jugendfeuerwehren beider Feuerwehren geäußert und die Umsetzung zeitnah vereinbart.

### Nahversorgung und Wirtschaft
Die Nahversorgung ist in Kummersdorf im Vergleich zu den anderen Ortsteilen Storkows (sämtlich Dörfer) relativ gut, da es zumindest eine Kita und einen mobilen Bäcker gibt. Dennoch wurde die Versorgung von den meisten Befragten als schlecht eingestuft, da es im ganzen Dorf keinen einzigen Laden mehr gebe und dies vor allem für ältere Menschen zum Problem werde, sobald sie in ihrer Mobilität eingeschränkt sind. Weitere Gewerbe sind eine Tischlerei, zwei Baubetriebe, zwei Montagefirmen, eine Malerfirma, zwei Architekten, ein Pferdehof, eine Küchenbaufirma, eine Sanitärfirma, ein Friseur, eine Kunst- und Hufbeschlagsschmiede, eine Firma für Garten- und Landschaftsbau, eine Firma für technische Instandhaltung sowie das Wasserstraßen- und Schifffahrtsamt Spree-Havel mit seiner Außenstelle Kummersdorf. Trotz der Naturparklage und der vielen Sportboote auf dem Kanal spielt der Tourismus zu Beginn der 2010er Jahre in Kummersdorf keine große Rolle mehr. Für die meisten Touristen ist Kummersdorf ein Durchgangsort. Die Landgaststätte Kleine Schänke, die mit Bootsanlegeplatz und Biergarten direkt an der Schleuse lag, wurde insbesondere von Bootstouristen öfter als Ausflugsziel genutzt. Mittlerweile ist auch diese Gaststätte nicht mehr vorhanden. Sie hat im Jahr 2016 endgültig geschlossen.

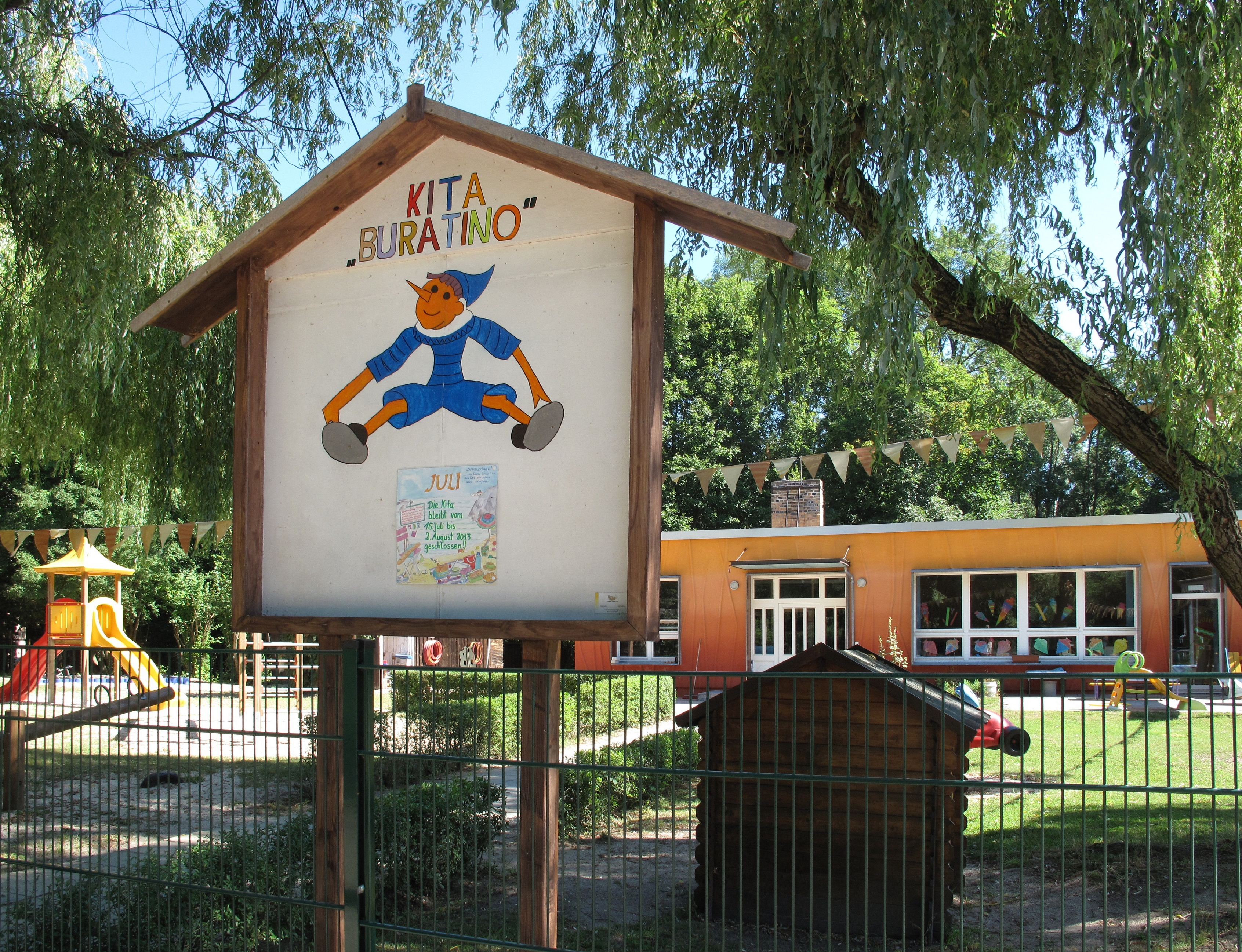
Kita „Kanalkieker“
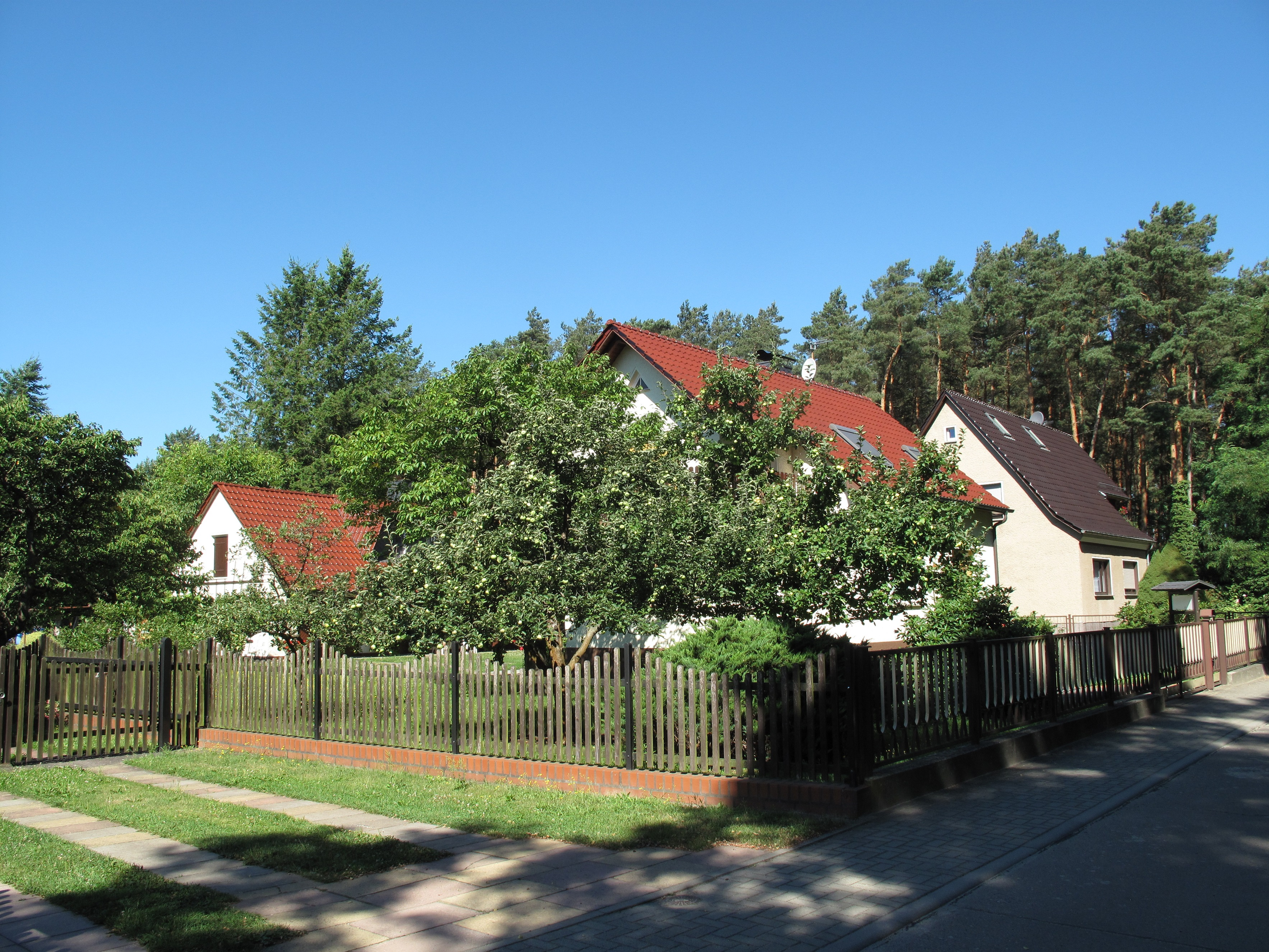
Siedlung Ost
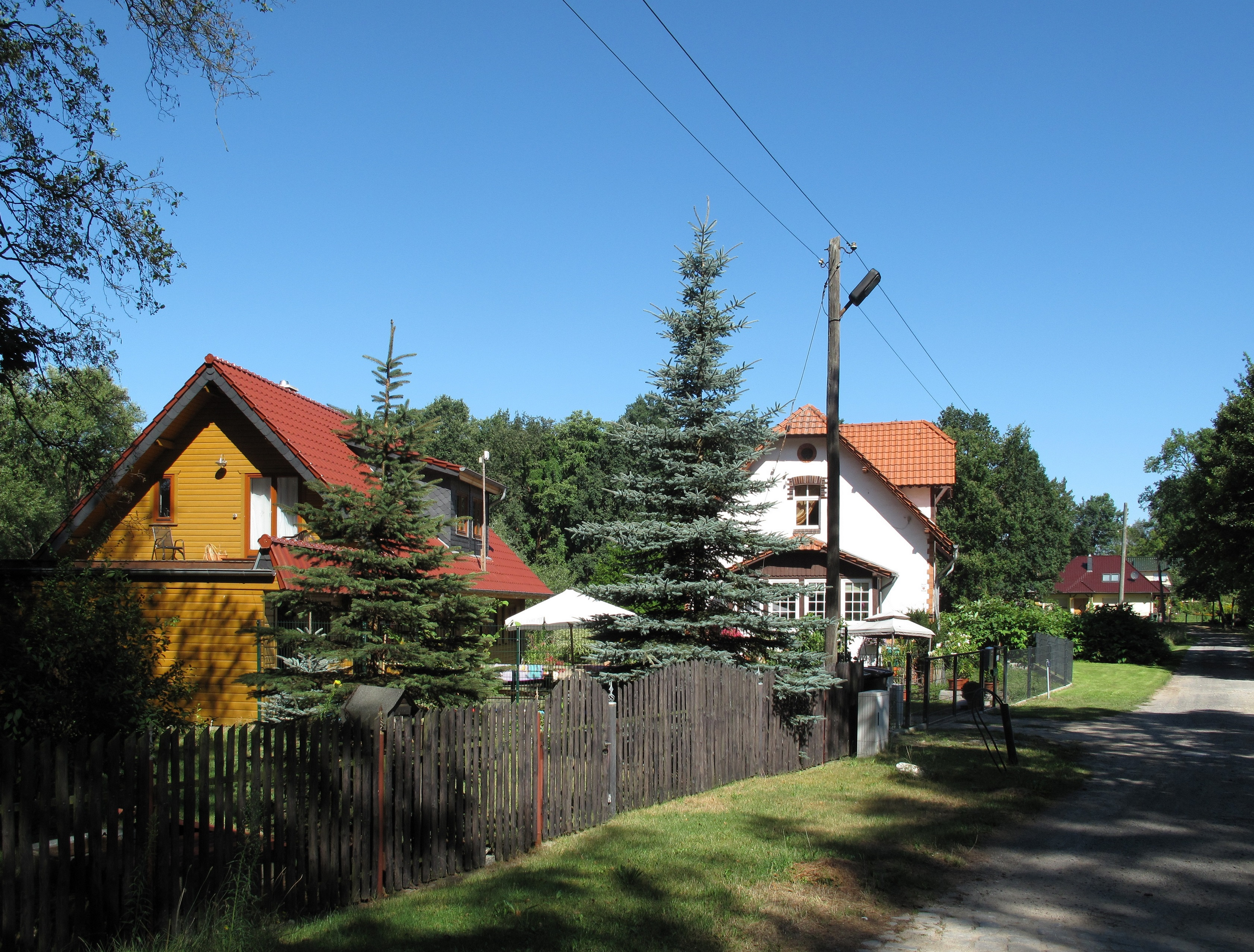
Siedlung West
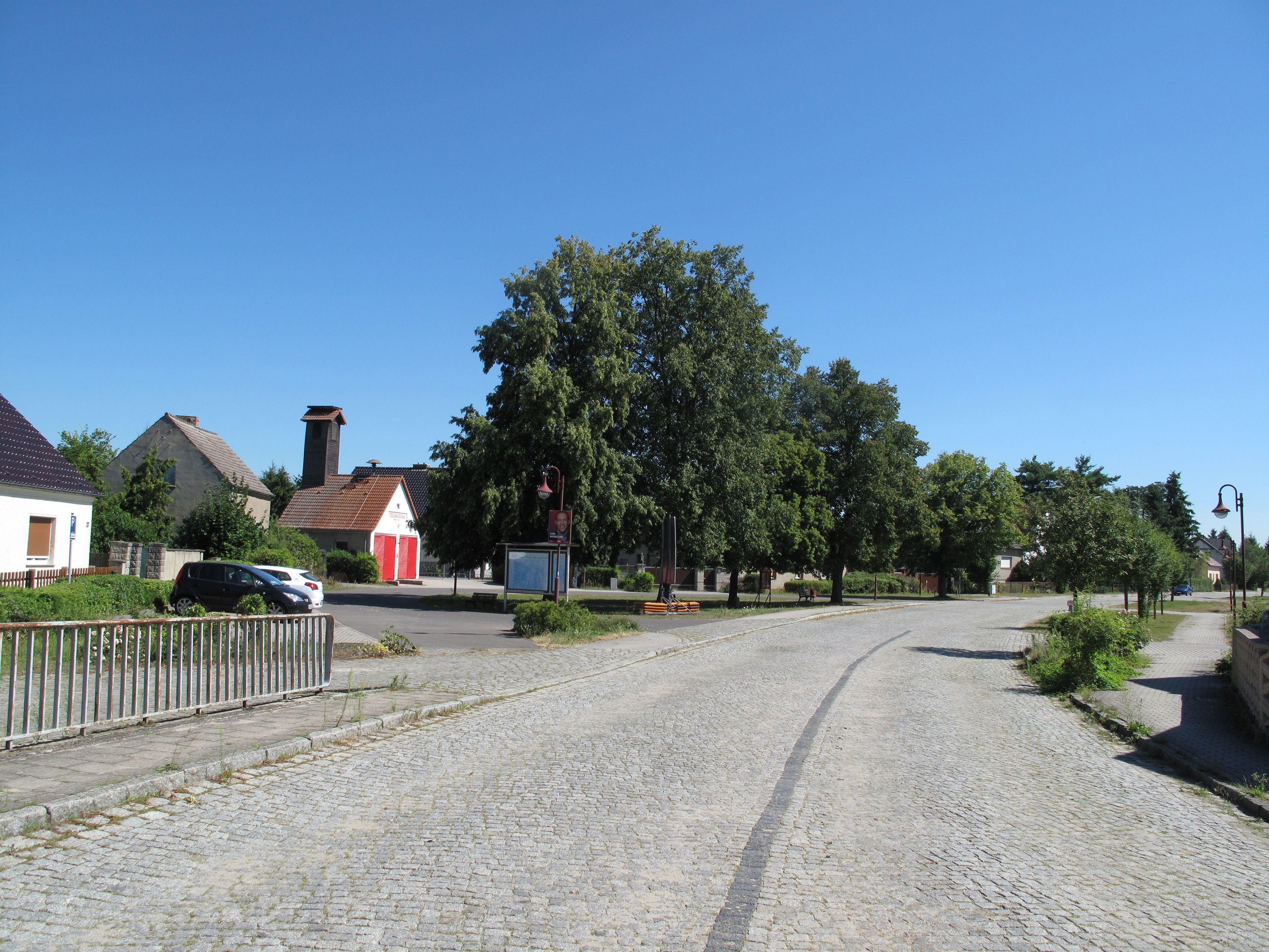
Kummersdorfer Hauptstraße mit Dorfplatz und Feuerwehr
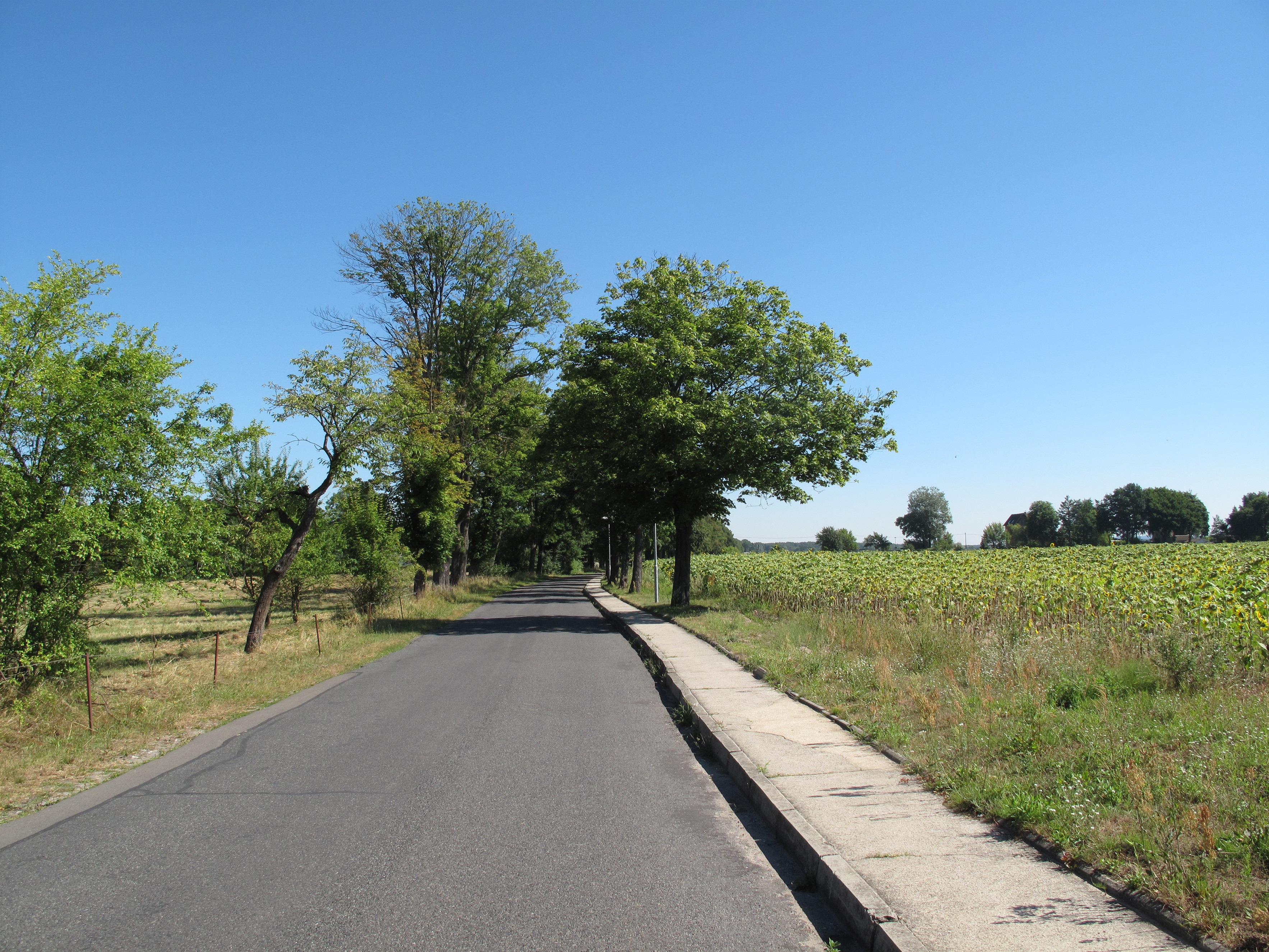
Straße nach Alt Stahnsdorf